# Lauak Aérostructures France
Lauak Aérostructures France est une entreprise de sous-traitance de l'industrie aéronautique fondée en 1975 à Ayherre sous le nom d'Eskulanak, dans le département des Pyrénées-Atlantiques, en France.
En basque « lauak » signifie « les quatre » et désigne les membres de la famille Charritton, actionnaires de la holding.

## Histoire
L'entreprise est implantée à Ayherre, l'Isle-Jourdain, Villemur-sur-Tarn, Hasparren, Saint-Germé, Bagnères-de-Bigorre, Cornebarrieu et possède des filiales à Setubal, Portugal (depuis 2003), à Mirabel, Canada (depuis 2018 avec l'achat des activités tuyauteries du groupe Bombardier,), à El Marqués, État de Querétaro au Mexique (depuis 2019) et à Bengalore, Inde (depuis 2019).
En 2025 le comité social et économique de l’entreprise est informé de la cession de la majorité du capital à la société indienne Wipro.
En novembre 2015, c'est une des sept entreprises de la chaîne logistique aéronautique française distinguées lors de la troisième édition des Trophées de l'Aéronautique.

## Activités
Les activités sont la tôlerie, la chaudronnerie, l'usinage, la tuyauterie, la mécano-soudure et l'assemblage de pièces pour l'industrie aéronautique.
L'entreprise possède un centre de formation et d’apprentissage nommé Lauak eskola, à Hasparren, formant aux métiers de soudeur, chaudronnier et monteur-assembleur de structures d'aéronefs. Le financement des études est assuré par France Travail.

## Mécénat
L'entreprise sponsorise les clubs de rugby à XV Aviron bayonnais, Biarritz olympique Pays basque, Union sportive lisloise rugby, Anglet olympique rugby club, Hasparren (HAC), Mouguerre (USM), US Bardos et Union sportive Nafarroa.
Elle sponsorise également des évènements en pelote basque et en sport automobile.